# Reasonable Doubt
Reasonable Doubt is het debuutalbum van de Amerikaanse rapper Jay-Z, uitgebracht op 25 juni 1996 door Roc-A-Fella Records en Priority Records.  De Recording Industry Association of America certificeerde het album platina. Sinds 2006 zijn 1,5 miljoen exemplaren in de Verenigde Staten verkocht.

## Tracklist
| Nr. | Titel                                          | Duur |
| --- | ---------------------------------------------- | ---- |
| 1.  | Can't Knock the Hustle (met Mary J. Blige)     | 5:17 |
| 2.  | Politics as Usual                              | 3:41 |
| 3.  | Brooklyn's Finest (met The Notorious B.I.G.)   | 4:36 |
| 4.  | Dead Presidents II                             | 4:27 |
| 5.  | Feelin' It (met Mecca)                         | 3:48 |
| 6.  | D'Evils                                        | 3:31 |
| 7.  | 22 Two's                                       | 3:29 |
| 8.  | Can I Live                                     | 4:10 |
| 9.  | Ain't No Nigga (met Foxy Brown)                | 4:03 |
| 10. | Friend or Foe                                  | 1:49 |
| 11. | Coming of Age (met Memphis Bleek)              | 3:59 |
| 12. | Cashmere Thoughts                              | 2:56 |
| 13. | Bring It On (met Big Jaz & Sauce Money)        | 5:01 |
| 14. | Regrets                                        | 4:43 |
| 15. | Can I Live II (met Memphis Bleek)              | 3:57 |
| 16. | Can't Knock the Hustle (Fool's Paradise Remix) | 4:45 |